# Grassette des Alpes
Pinguicula alpina
Espèce
Statut de conservation UICN

 LC  : Préoccupation mineure
La Grassette des Alpes (Pinguicula alpina L.) est une espèce de plantes à fleurs de la famille des Lentibulariacées et du genre Pinguicula. C'est une petite plante carnivore herbacée vivace des rochers humides et des tourbières des montagnes, vivant jusqu'à 2 600 m d'altitude. Elle est présente aux hautes latitudes et altitudes de l'Eurasie.

## Description
La grassette alpine est une plante terrestre à feuilles vert tendre, oblongues et possédant des poils glanduleux, à l'instance des autres grassettes du genre.
Les fleurs font 1 cm de long, zygomorphes, à dominante blanche.
C'est une plante carnivore au système dit semi-actif : les feuilles sont recouvertes de glu piégeant les insectes qui s'y posent et sont ensuite digérés par les sucs sécrétés.

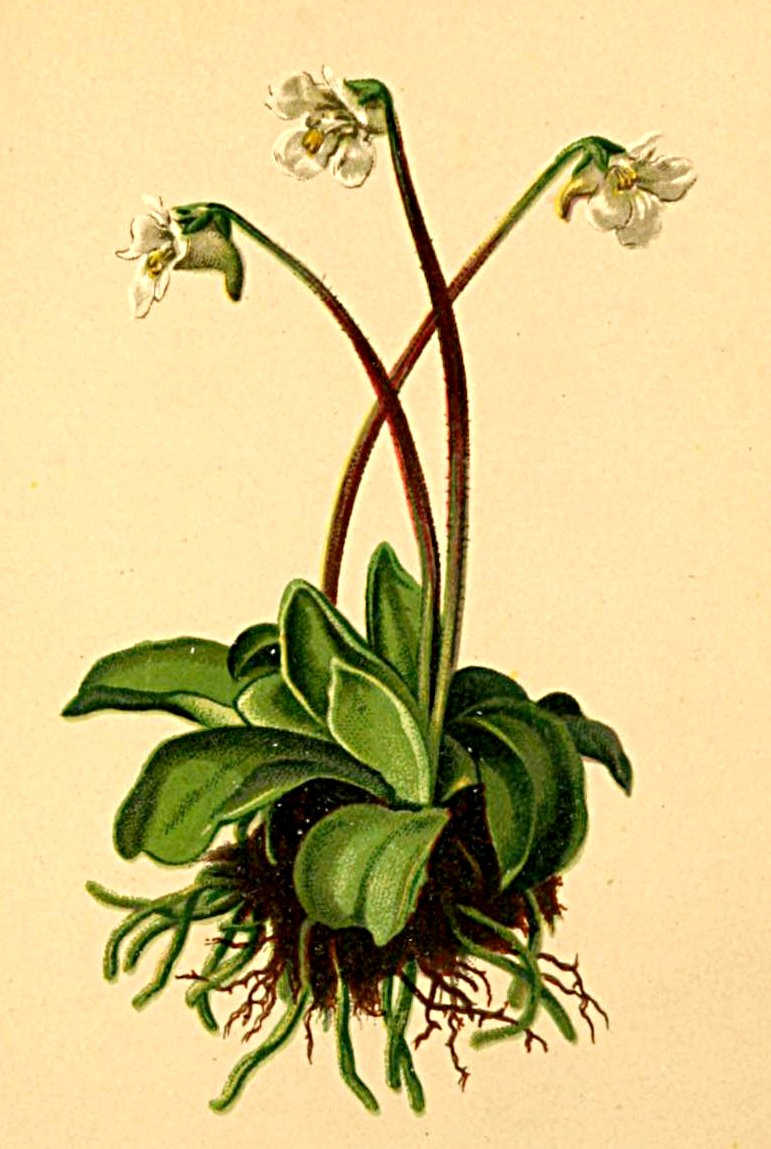
Planche botanique.
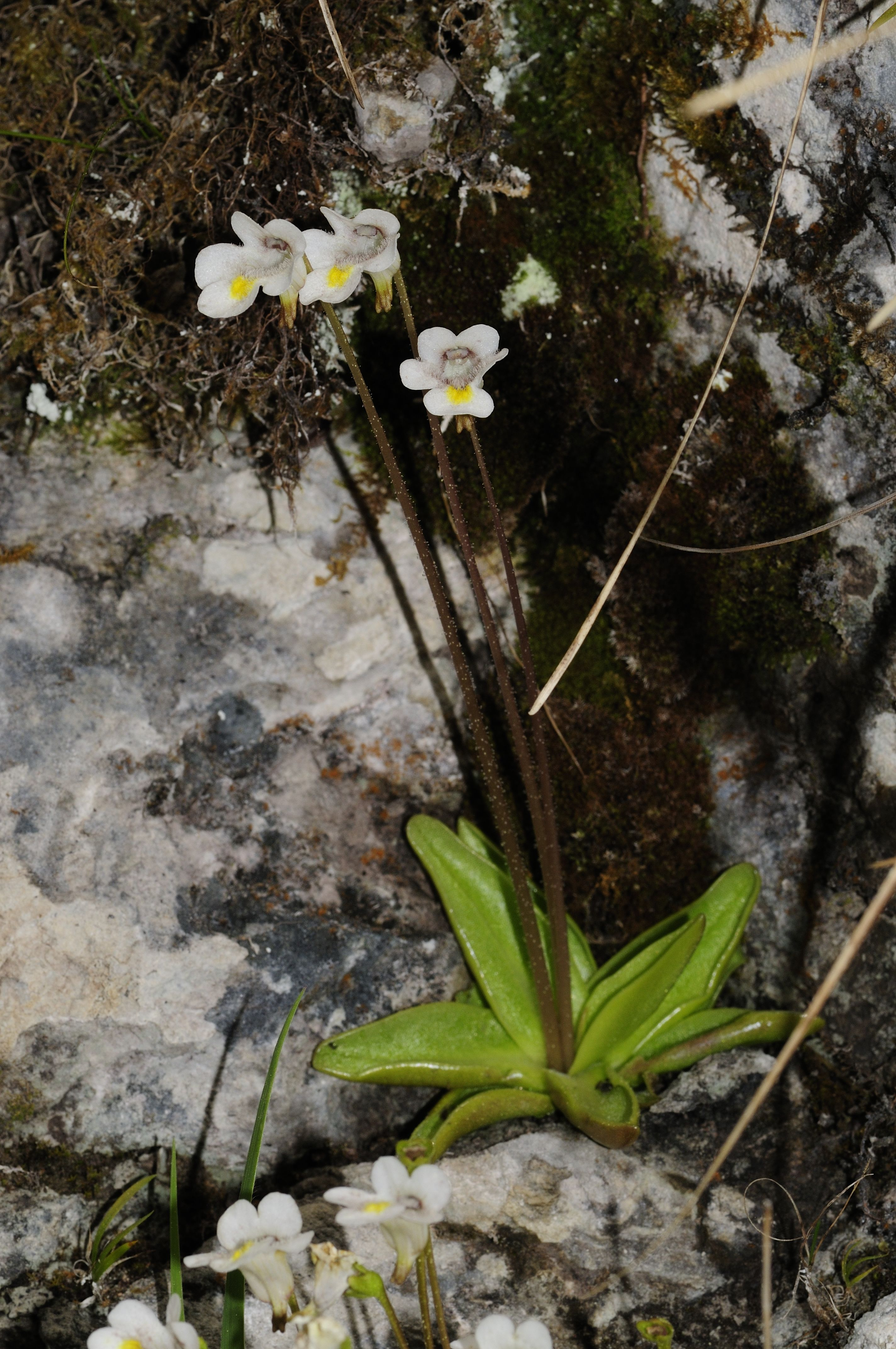
Plante.
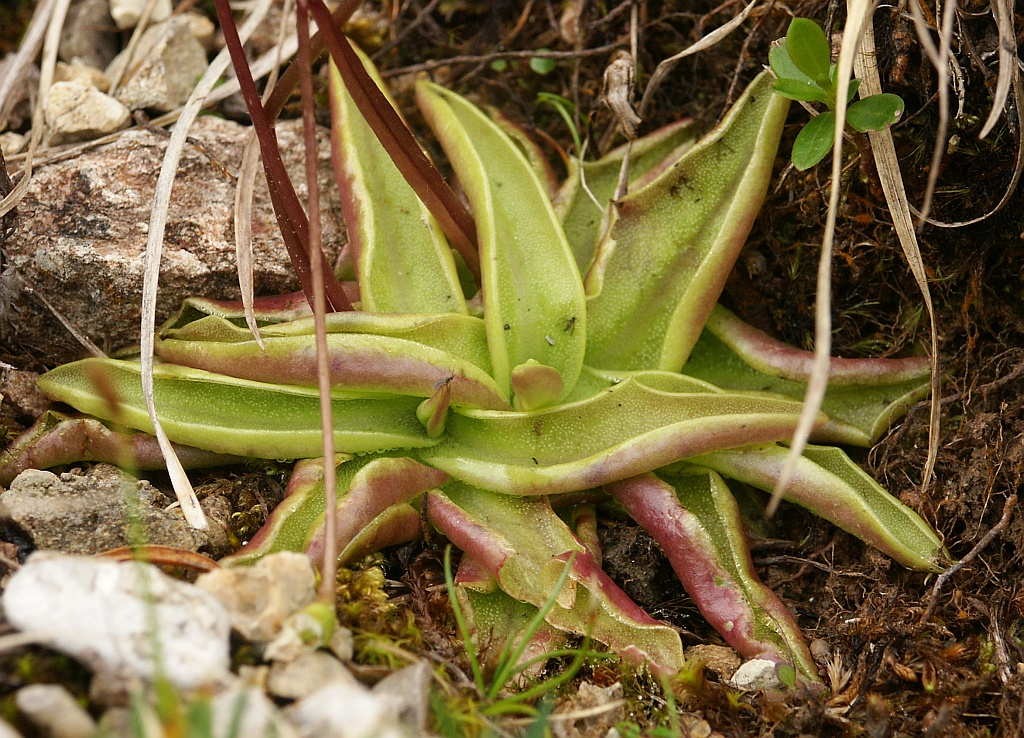
Rosette de feuilles.
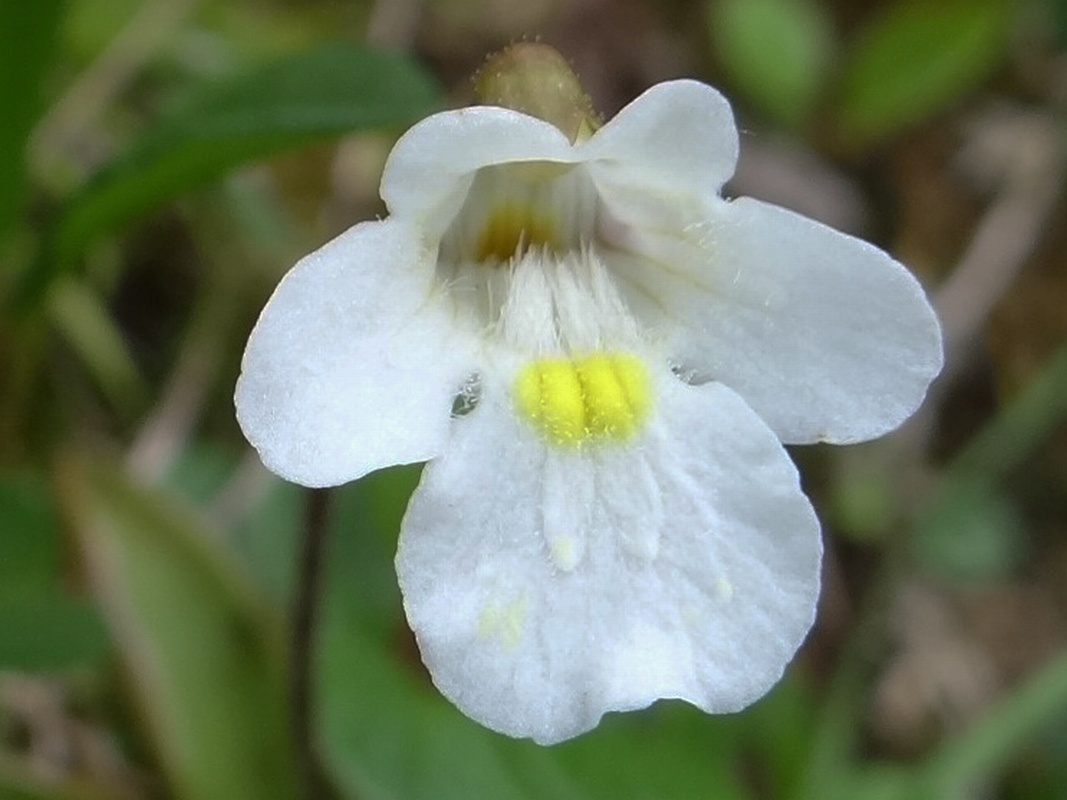
Fleur.
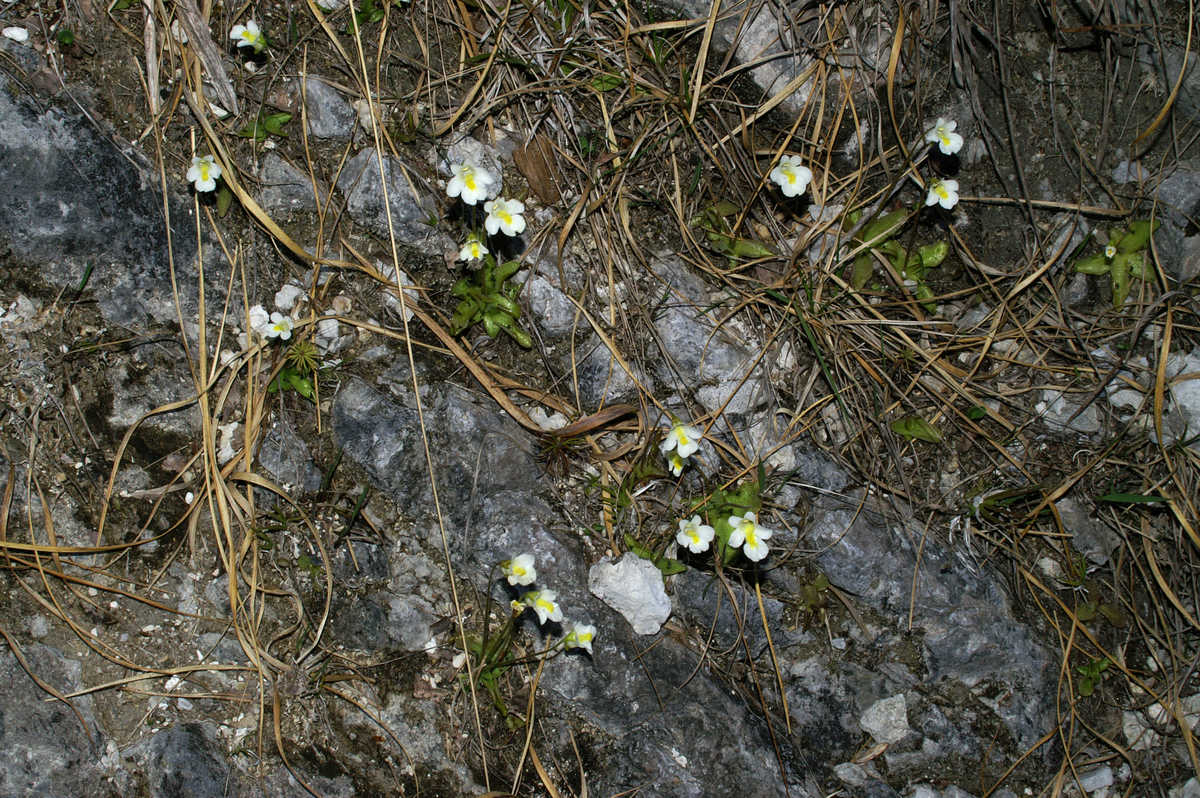
Biotope.

## Biotope
Cette plante de montagne apprécie les terrains humides et les sols tourbeux, les pâturages et rochers humides des hautes montagnes.

## Localisation

Localisation de la grassette des Alpes.

On trouve Pinguicula alpina dans les pentes de toutes les Alpes et des Pyrénées, dans le Jura et les Carpates, mais également en Mongolie nord, au Népal et au Tibet, au nord de l'Eurasie, et çà et là.

## Protection
Cette espèce relativement rare n'est pas protégée en France.